# В меньшинстве (телесериал, США)
Эта статья об американском телесериале, о британском телесериале см. В меньшинстве (телесериал, Великобритания)
«В меньшинстве» (англ. Outmatched) — американский телесериал в жанре комедии, премьера сериала состоится на телеканале FOX 23 января 2020 года. 19 мая 2020 года канал FOX закрыл телесериал после одного сезона.

## Сюжет
Атлантик-Сити. Двое простых родителей. Трое необыкновенных детей. И один нормальный ребенок. Кей работает управляющей в казино. Ее муж Майк мастер на все руки. Их шестнадцатилетний сын Брайан превосходно разбирается в физике и математике, дочь Николь — пятнадцатилетний вундеркинд, а десятилетний Марк сочиняет свою первую оперу. Только восьмилетняя Лейла не сводит мать с отцом с ума, потому что у нее среднестатистический IQ и она единственный их ребенок, которого они в состоянии понять. Кей и Майк явно в меньшинстве.
Как совершенно обычным родителям со средним образованием ужиться под одной крышей с тремя гениальными отпрысками? Дети, превосходящие родителей по интеллекту, с каждым днем отвоевывают все больше их жизненного пространства. А Кей хочет, чтобы они были обыкновенными детьми со счастливым детством, а не гениальными чудаками.

## В ролях

### Основной состав
- Джейсон Биггс — Майк Беннетт
- Джек Стэнтон — Марк Беннетт
- Мэгги Лоусон — Кей Беннетт
- Тиша Кэмпбелл — Рита
- Коннор Калопсис — Брайан Беннетт
- Окли Булл — Лейла Беннетт
- Эшли Бетчер — Николь Беннетт
- Файнесс Митчелл — Ирвин

## Обзор сезонов
| Сезон | Сезон | Эпизоды | Дата показа    | Дата показа   | Рейтинг Нильсона | Рейтинг Нильсона       |
| Сезон | Сезон | Эпизоды | Премьера       | Финал         | Ранк             | Зрители США (миллионы) |
| ----- | ----- | ------- | -------------- | ------------- | ---------------- | ---------------------- |
|       | 1     | 10      | 23 января 2020 | 26 марта 2020 | TBA              | TBA                    |

## Список эпизодов

### Сезон 1 (2020)
| № общий | № в сезоне | Название              | Режиссёр       | Автор сценария | Дата премьеры   | Произв. код | Зрители в США (млн) |
| --- | ---------- | --------------------- | -------------- | -------------- | --------------- | ----------- | ------------------- |
| 1 | 1          | «Пилот» «Pilot»       | Джонатан Джадж | Лон Зиммет     | 23 января 2020  | 101         | 3.20                |
| Супружеская пара из рабочего класса воспитывает своих гениальных детей в Южном Джерси. |            |                       |                |                |                 |             |                     |
| 2 | 2          | «Разговор» «The Talk» | Бетси Томас    | Лон Зиммет     | 30 января 2020  | 102         | 2.34                |
| Дав своим детям "поговорить", Майк и Кей начинают переосмысливать собственную сексуальную жизнь и обращаются за советом к Рите и Ирвину. Тем временем Брайан и Николь боятся, что они отстали, когда понимают, что ни один из них не получил своего первого поцелуя. |            |                       |                |                |                 |             |                     |
| 3 | 3          | «Grandparents»        | Неизвестно     | Неизвестно     | 6 февраля 2020  | 103         | 2.66                |
| 4 | 4          | «Bad Guy»             | Неизвестно     | Неизвестно     | 13 февраля 2020 | 104         | 2.17                |
| 5 | 5          | «Dating»              | Неизвестно     | Неизвестно     | 20 февраля 2020 | 105         | 2.02                |
| 6 | 6          | «Bullying»            | Неизвестно     | Неизвестно     | 27 февраля 2020 | 106         | 2.47                |
| 7 | 7          | «Failing»             | Неизвестно     | Неизвестно     | 5 марта 2020    | 107         | 2.01                |
| 8 | 8          | «Couple's Friends»    | Неизвестно     | Неизвестно     | 12 марта 2020   | 108         | 1.99                |
| 9 | 9          | «Black Mold»          | Неизвестно     | Неизвестно     | 19 марта 2020   | 109         | 2.58                |
| 10 | 10         | «Royal Rumble»        | Неизвестно     | Неизвестно     | 26 марта 2020   | 110         | 2.38                |

## Производство

### Разработка
23 января 2019 года стало известно о заказе пилотного эпизода от телеканала FOX. Пилот был написан Лоном Зимметом и он же был назначен исполнительным продюсером телесериала.

### Релиз
13 мая 2019 года телеканал FOX выложил дебютный трейлер телесериала.